# ألانو
ألانو (بالإيطالية: Alanno)‏ هي بلدية في مقاطعة بسكارا في إقليم أبروتسو الإيطالي.

## السكان
في سنة 1861 بلغ عدد السكان 3٬461 نسمة، وتطور العدد ليصل في سنة 2011 لـ 3٬608 نسمة.
يظهر هذا المخطط البياني تطور النمو السكاني لـ ألانو